# Gaetano Crocco
Pour les articles homonymes, voir Crocco.
Gaetano Arturo Crocco (Naples, 26 octobre 1877 - Rome, 19 janvier 1968) est un scientifique et  ingénieur aérospatial italien qui a joué un rôle majeur dans le développement de l'aviation en Italie  et figure parmi les pionniers dans le domaine de la propulsion et du vol spatial. Dans les années 1900 il réalise des travaux importants sur les dirigeables semi-rigides, l'hélice à pas variable et les hydravions. Dans les années 1920 il conçoit l'un des premiers moteurs-fusées à ergols liquides et à propergol solide. Au tout début de l'ère spatiale il réalise des travaux remarquables sur la mécanique spatiale. Il occupe durant près de 30 ans des postes importants dans l'enseignement et la recherche universitaire en Italie.

## Travaux sur l'aviation
Crocco nait en 1877 à Naples en Italie. Il suit durant deux ans des cours à l'Université de mathématiques et de physique de Palerme puis entre en 1897 à l'Académie militaire de Turin avant d'intégrer l'école d'application de l'artillerie et du génie dont il sort en 1900 avec le grade de lieutenant. Au tout début de sa carrière militaire il rencontre le capitaine Mauro Maurizio Moris qui lui fait partager sa passion pour l'aéronautique naissante. Il met au point des dispositifs d'asservissement pour instruments d'observation embarqués à bord des navires et des ballons. Ces travaux le conduisent à étudier la stabilité des avions et à formuler la nécessité des empennages horizontaux et verticaux. À la même époque il conçoit plusieurs dirigeables semi-rigides dont l'armature est articulée pour absorber les forces auxquelles le ballon est soumis. Il met également au point plusieurs instruments pour ce type d'engin et rédige des articles théoriques sur l'architecture des dirigeables. Certains de ses travaux  de cette époque portent sur les  hélices : dispositifs permettant de faire varier le pas de l'hélice, principe de l'autorotation (utilisé plus tard sur les hélicoptères). Dès 1907, avec l'ingénieur Ricaldoni il dessine un hydroptère à hélices aérienne qui atteint les 40 nœuds sur le lac de Bracciano, très peu de temps après les essais d'un autre pionnier italien dans ce domaine , l'ingénieur Enrico Forlanini (qui utilisait, lui, une hélice marine). L'appareil Crocco-Ricaldoni est préservé au musée de l'aviation italienne de Vigna Di Valle au bord du lac de Bracciano .
Avec le Général Alessandro Guidoni, un pionnier de l'aviation militaire italienne il étudie dès 1914 une bombe volante autopropulsée, larguée par avion et stabilisée par gyroscope (ancêtre conceptuel du V1 allemand) qui est cependant réalisée avec les techniques de la 1° guerre mondiale : Voilure biplan et propulsion à hélice, dont un exemplaire figure dans le palais musée de Gabriele d'Annunzio le Vittoriale degli Italiani, près du lac de Garde . Il développe également le concept de l'hydravion. Il conçoit et fait réaliser à Rome en 1914 la première soufflerie à circuit fermé. Dans les années 1920 il contribue à la réalisation de plusieurs avions et hydravions comme le CC20

## Travaux sur la propulsion et le vol spatial
Dans les années 1920 Crocco travaille sur la propulsion en dehors de l'atmosphère et développe et teste des moteurs-fusées à ergols liquides et à propergol solide. Il abandonne ce domaine de recherche en 1936 faute de soutien financier. Il quitte l'Armée de l'Air à la veille de la Seconde Guerre mondiale avec le grade de général. Lorsque celle-ci s'achève, il reprend ses recherches sur la propulsion spatiale et fonde en 1951 l'Associazione italiana razzi (Association italienne des fusées) qu'il préside jusqu'en 1959 et malgré son âge avancé se fait l'avocat de l'activité spatiale. Il publie plusieurs études sur différents aspects du vol spatial : la géodésie spatiale, les contraintes mécaniques appliquées aux missiles soumis aux fortes accélérations, la conception de fusées à plusieurs étages récupérables, l'utilisation de l'énergie nucléaire pour les vols interplanétaires et le rôle que peut jouer l'assistance gravitationnelle des planètes dans l'optimisation de ce type de vol.

## Publications et postérité
Au cours de sa carrière Crocco a déposé une cinquantaine de brevets et publié plusieurs centaines de documents, ouvrages et articles scientifiques. Crocco a été directeur de l'Institut Central de l'Aéronautique de 1915 à 1920, titulaire d'une chaire sur la théorie et la conception des dirigeables à la Scuola di Ingegneria Aerospaziale (Institut d'ingénierie aéronautique) rattaché à l'Université de Rome « La Sapienza », professeur en aéronautique à compter de 1929 puis doyen de cet institut de 1935 à 1945 et de 1948 à 1952. Il a présidé la section aéronautique de la  Consiglio nazionale delle ricerche (Conseil national de la recherche) de 1929 à 1945. Il a été membre de plusieurs académies dont l'Académie des Lyncéens et l'Académie d'Italie.
Son nom a été donné à l’astéroïde (10606) Crocco et au cratère Crocco situé sur la face cachée de la Lune.

### Publications
- (it) Giro esplorativo di un anno Terra-Marte-Venere-Terra, in Rendiconti del VII Congresso Internazionale Astronautico, Rome, settembre 1956, p.  201-225; traduction anglaise de Glauco Partel: One-Year Exploration-Trip Earth-Mars-Venus-Earth, Gaetano A. Crocco, paper presented at the Seventh Congress of the International Astronautical Federation, Rome, Italy, in Rendiconti cit., Rome, 1956, p.  227-252. Rist. in Gaetano Arturo Crocco, Opere pubblicate a cura dell’Accademia nazionale dei Lincei, Roma, Accademia nazionale dei Lincei, 1978, vol. 3, p.  354-375
- (it)Il momento astro-cosmonautico, in Il mondo della tecnica, sous la direction de Gustavo Colonnetti, vol. 5 Le recenti conquiste della tecnica, Turin, UTET, 1962, p.  255-303
- (it) Opere pubblicate a cura dell’Accademia nazionale dei Lincei, Rome, Accademia nazionale dei Lincei, 1978, 3 volumes, con biographie (1904-1962).